# Sevelen (Szwajcaria)
Sevelen – miejscowość i gmina we wschodniej Szwajcarii, w kantonie St. Gallen, w okręgu Werdenberg. Leży nad Renem.

## Demografia
W Sevelen mieszka 5 210 osób. W 2021 roku 38,9% populacji gminy stanowiły osoby urodzone poza Szwajcarią. 

## Współpraca
Miejscowość partnerska:
- Issum, Niemcy

## Transport
Przez teren gminy przebiegają autostrada A13 oraz droga główna nr 13.